# كاثرين كونيلا
كاثرين كونيلا (بالإنجليزية: Katherine Connella)‏ هي ممثلة أمريكية، ولدت في 12 ديسمبر 1958 في دالاس في الولايات المتحدة.

## وصلات خارجية
- كاثرين كونيلا على موقع IMDb (الإنجليزية)
- كاثرين كونيلا على موقع ألو سيني (الفرنسية)
- كاثرين كونيلا على موقع كينوبويسك (الروسية)